# Lying Wives
Lying Wives è un film muto del 1925 diretto da Ivan Abramson.

## Trama
Ted Stanhope, milionario di mezza età, fa credere a Margery Burkley, una bellissima stenografa, di essere un vecchio amico di suo padre che è scomparso quando lei era solo una bambina. La ragazza sposa Wallace Graham, provocando il dispetto di Patricia, una donna sposata che vorrebbe però per sé Graham. Per rovinare il loro matrimonio, Patricia insinua in Wallace il sospetto che le intenzioni di Stanhope verso sua moglie siano poco onorevoli. E, quando Margery diventa madre, gli fa credere che il vero padre del bambino sia Stanhope. La donna, poi, seguendo un suo piano, fa arrestare Wallace per appropriazione indebita. Quando esce di prigione, lui viene a sapere che la moglie, durante la sua detenzione, ha frequentato l'anziano milionario. Furioso, progetta di andarsene con Patricia che, finalmente felice, annuncia la sua partenza al marito. Wallace, però, scopre che Stanhope è, in realtà, il padre scomparso di Margery e che i due si erano visti soltanto per provvedere alla sua cauzione. Così, Margery e Graham si riconciliano, felicemente riuniti. Al contrario Patricia, quando torna da lui, trova il marito che non ne vuole più sapere di lei e che la butta fuori di casa.

## Produzione
Il film fu prodotto dalla Ivan Film Productions.

## Distribuzione
Il copyright del film, richiesto da Ivan Abramson, fu registrato il 23 marzo 1925 e il 31 marzo 1925 con il numero LU21290.

Distribuito dalla Wardour Films, il film uscì nelle sale statunitensi nel 1925, dopo essere stato presentato in prima a New York il 13 giugno 1925. Nel Regno Unito, fu distribuito l'8 febbraio 1926. In Brasile, prese il titolo Mulheres Astuciosas.
Copia incompleta della pellicola (mancante di un rullo) si trova conservata negli archivi del George Eastman House di Rochester.